# Nghị sĩ quốc hội
Đại biểu, Nghị viên hay Nghị sĩ là thành viên của cơ quan lập pháp (tức Quốc hội hoặc Nghị viện), được cử tri tín nhiệm bầu làm đại diện của nhân dân tại Quốc hội hoặc Nghị viện thông qua cuộc tổng tuyển cử. Tùy theo cơ chế của từng quốc gia, mà danh xưng và trách nhiệm của thành viên quốc hội hoặc nghị viện có thể khác nhau.
Ở các nước có nghị viện hoặc quốc hội lưỡng viện như Hoa Kỳ, Vương quốc Liên hiệp Anh, Pháp... thành viên nghị viện hoặc quốc hội được gọi chung là Nghị viên hoặc Nghị sĩ, thành viên ở Thượng Nghị viện được gọi là Thượng Nghị sĩ hoặc Bang biểu, và ở Hạ Nghị viện được gọi là Hạ Nghị sĩ hoặc Dân biểu.
Ở các nước có nghị viện hoặc quốc hội đơn viện như Hàn Quốc, Trung Quốc, Hungary... thành viên nghị viện hoặc quốc hội được gọi là Đại biểu.
Việt Nam theo chế độ đơn viện, thành viên Quốc hội được gọi là Đại biểu.
Thành viên quốc hội và nghị viện có địa vị pháp lý đặc biệt, vừa là đại diện cho nhân dân, vừa là thành viên của cơ quan lập pháp tối cao. Thành viên quốc hội là cầu nối giữa công dân địa phương với chính quyền nhà nước. Để làm tốt công việc, thường là thành viên quốc hội được hưởng những đặc quyền được ghi trong hiến pháp như quyền bất khả xâm phạm, quyền miễn tố, quyền được cung cấp thông tin trung lập và trực tiếp...